# Trdnjava Yedikule
Trdnjava Yedikule (turško Yedikule Hisarı ali Yedikule Zindanları; kar pomeni 'trdnjava sedmih stolpov') je utrjena zgodovinska struktura, ki stoji v soseski Yedikule v Fatihu v Carigradu v Turčiji.
Kompleks s sedmimi stolpi, zgrajen leta 1458 po naročilu osmanskega sultana Mehmeda II., je bil ustvarjen z dodajanjem treh novih stolpov in popolnim zapiranjem dela starodavnega obzidja Konstantinopla, vključno z dvema stolpoma dvojčkoma, ki sta prvotno sestavljala zmagoslavna Zlata vrata (turško Altınkapı), ki sta jo zgradila rimska cesarja Teodozij I. in Teodozij II.
Trdnjava je postala znana kot dom mogočne kraljeve ječe, v kateri so bivale pomembne osebnosti skozi njeno zgodovino, s tem povezane spletke pa so skozi stoletja burile domišljijo javnosti v različnih legendah, zgodbah in umetnosti.

## Zgodovina
Po osvojitvi Konstantinopla je sultan dal prednost uradnim gradbenim projektom, kot sta Yedikule in njegov prvi seraglio, Saray-i Atik. Yedikule, trdnjava sedmih stolpov, je bila postavljena kot uradna zakladnica cesarstva okoli leta 1457 (Özgüven 1996: 95–99). Priče so zgradbo opisale kot eno od sultanovih palač. Vsak stolp Yedikule je deloval kot skladišče dragocenega blaga, dokumentov, orožja, kovancev ter zlatih in srebrnih ingotov. Sultan je od svojih prednikov dobro vedel, da je zaščita utrdbe ena od prioritetnih državnih zadev (Clavijo 1970: 187–188). Da je bila zgradba zgrajena kot trdnjava, kaže na obstoj vojaške postojanke, zadolžene za obrambo uradne zakladnice pred sovražnimi napadi. Zakladnica je bila pozneje v 16. stoletju prenesena v notranji del palače Topkapı in od takrat je Sedem stolpov postalo zapor za prestižne ujetnike.
Yedikule je bila zgrajena na obali Marmarskega morja, pri nekdanjih glavnih vhodnih vratih v mesto. Dva stolpa in dva stebra nekdanje Porta Aurea, slavoloka zmage, sta bila podedovana iz bizantinskega mestnega obzidja. Dodani so bili trije originalni okrogli stolpi za ustvarjanje skoraj peterokotnega tlorisa. Ko potegnemo črto od središča nekdanje Porta Aurea proti osmanskemu stolpu v sredini, os deli trdnjavo na dva simetrična dela. Majhna kupolasta stavba, Osvajalčeva mošeja, se pojavi kot osrednja točka dvorišča trdnjave, ki označuje tudi središče simetrične osi.
Trdnjava Yedikule je bila pogosto uporabljena kot državni zapor, veleposlaniki držav, ki so bili v vojni z Visoko porto, pa so bili običajno zaprti znotraj njenega obzidja. V trdnjavi so bili tudi zaporniki, ki so bili žrtve palačnih spletk in notranjih spopadov, pa tudi politični nasprotniki cesarskega dvora. Med Yedikulajskimi najpomembnejšimi ujetniki je bil mladi sultan Osman II., ki so ga janičarji tam zaprli in usmrtili leta 1622. Med temi so bili tudi zadnji Trabzonski cesar David Veliki Komnen, kralj Simon I. Kartlijski in številni vodilni osmanski paše tam usmrčeni. Leta 1768 so tu zaprli ruskega veleposlanika Alekseja Mihajloviča Obreskova in celotno osebje ruskega veleposlaništva, ki je obeležilo vojno napoved Osmanov Rusiji.
Med napoleonskimi vojnami je bila trdnjava zapor številnih francoskih ujetnikov, vključno s pisateljem in diplomatom Françoisom Pouquevillom, ki je bil tam zaprt več kot dve leti (1799 do 1801) in je podal obširen opis trdnjave v svojem Voyage en Morée, à Constantinople, en Albanie, et dans plusieurs autres parties de l'Empire Othoman, pendant les années 1798, 1799, 1800 et 1801. Zadnji zapornik je bil v Yedikule šele leta 1837. Razen začetnih 11 in zadnjih 4 stavkov se vsi romani dobitnika Nobelove nagrade za književnost Iva Andrića iz leta 1961 Prokleta avlija (prevedeno kot 'Prekleto dvorišče') dogajajo v zaporu Yedikule (povezava na spletnem mestu Andrićeve fundacije).
Sredi notranjega dvorišča utrdbe so zgradili mescit (majhno mošejo) in vodnjak, tu so bile tudi hiše garnizije, ki je tvorila ločeno mestno četrt. Hiše so v 19. stoletju podrli in na njihovem mestu zgradili dekliško šolo. Zunanja vrata so bila ponovno odprta leta 1838, stolpi trdnjave pa so nekaj časa zatem delovali kot skladišča smodnika, dokler leta 1895 ni bil celoten objekt spremenjen v muzej.
V zadnjih letih je bilo zgrajeno gledališče na prostem, ki se uporablja za kulturne festivale. Tako kot pri soimenjaku v Jeruzalemu, muslimansko pokopališče zdaj leži pred Zlatimi vrati.

## Pomembni zaporniki
- David Trabzondski, zadnji trabzondski cesar (1463)
- Andrea Gritti, beneški trgovec in kasneje beneški dož (1499–1502)
- Simon I. Kartlijski, gruzijski kralj kraljestva Kartli (1484–1762) (1599–1611)
- Prihodnja krimska kana Mehmed III. Giray (okoli 1610), Selâmet I. Giray (okoli 1607)
- Samuel Korecki, poljski vojvoda, plemič (szlachcic) Poljsko-litovske skupne države (1620–1622)
- Osman II., sultan Osmanskega cesarstva (1622)
- Jakab Harsányi Nagy, madžarski turkolog in diplomat (1657–1658)
- Bálint Török, madžarski aristokrat
- Vasile Lupu, voivoda Moldavije (1661)
- Pjotr Andrejevič Tolstoj, ruski državnik in diplomat (1710–1714)
- Constantin Brâncoveanu, knez Vlaške (1714)
- Barthélemy de Lesseps, francoski diplomat (1798–1801)
- François Pouqueville, francoski diplomat (1799–1801)
- Kadri Prishtina, albanski politik (1904–1908)